# 广州广重企业集团
广州广重企业集团有限公司，简称广重集团，是中国广州市重型装备企业。

## 历史
1948年7月1日，广州中国农业机械股份有限公司成立。1952年广州制钢厂、广州中国农业机械股份有限公司、广东实业公司纺织厂修配车间、兴业机器厂先后合并后，定名广东机械厂，生产土木建筑机械。1953年9月改名为广州通用机器厂。1954年扩建改造。1955年转向生产制糖机械。1958年第二次扩建改造。1958年6月下放市机电局管理，8月改名广州第一重型机器厂，生产钢铁设备、化肥设备、水泥设备、制糖设备。1959年6月改名广州重型机器厂，简称广重厂。1970年第三次扩建。1988年底共有职工6131人，占地面积55万平方米。1994年，成立广重企业集团公司。2000年起，迁离老厂区，迁往中山市黄圃镇和番禺，剥离了企业办学校、医院等社会机构。现由“广州工控”控股。